# 1489
1489 (MCDLXXXIX) je bilo navadno leto, ki se je po julijanskem koledarju začelo na četrtek.

## Dogodki
- 14. marec - Katarina Cornaro, kraljica Cipra proda otok Beneški republiki

## Rojstva
- 15. april - Mimar Sinan, turški arhitekt (†1588)

## Smrti
- 3. januar - Martin Truchsess von Wetzhausen, 34. veliki mojster tevtonskih vitezov (* 1435)
- 26. april - Ašikaga Jošihisa, japonski šogun (*1465)